# Campeonato Panamericano de Balonmano Masculino de 2012
El XV Campeonato Panamericano de Balonmano de 2012 se disputó entre el 18 y el 24 de junio en el Partido de Almirante Brown, Argentina, y es organizado por la Federación Panamericana de Balonmano y entregó tres plazas para el Campeonato Mundial de Balonmano Masculino de 2013.

## Sedes
- Polideportivo de Almirante Brown, Isidro Casanova, Provincia de Buenos Aires, Argentina

## Grupos
| Grupo A        | Grupo B  |
| -------------- | -------- |
| Argentina      | Brasil   |
| Chile          | Uruguay  |
| Groenlandia    | México   |
| Estados Unidos | Paraguay |
| Venezuela      |          |

"El Seleccionado de la República Dominicana estaba clasificado para este evento. Por causas que se desconocen, a último momento no participó."

## Primera Fase
Los primeros dos de cada grupo alcanzan las Semifinales (enlace roto disponible en Internet Archive; véase el historial, la primera versión y la última).

### Grupo A
| Equipo         | PTS | J | G | E | P | GF  | GC  | DG  |
| -------------- | --- | - | - | - | - | --- | --- | --- |
| Argentina      | 7   | 4 | 3 | 1 | 0 | 127 | 69  | 58  |
| Chile          | 7   | 4 | 3 | 1 | 0 | 123 | 95  | 28  |
| Groenlandia    | 4   | 4 | 2 | 0 | 2 | 123 | 117 | 6   |
| Estados Unidos | 2   | 4 | 1 | 0 | 3 | 101 | 132 | -31 |
| Venezuela      | 0   | 4 | 0 | 0 | 4 | 103 | 165 | -62 |

#### Resultados
| Fecha      | Hora  | Partido³       | Partido³ | Partido³       | Resultado |
| ---------- | ----- | -------------- | -------- | -------------- | --------- |
| 18.06.2012 | 18:00 | Argentina      | -        | Estados Unidos | 33-13     |
| 18.06.2012 | 20:00 | Chile          | -        | Groenlandia    | 31-28     |
| 19.06.2012 | 18:00 | Venezuela      | -        | Chile          | 25-34     |
| 19.06.2012 | 21:00 | Groenlandia    | -        | Argentina      | 18-24     |
| 20.06.2012 | 19:00 | Venezuela      | -        | Estados Unidos | 29-42     |
| 20.06.2012 | 21:00 | Chile          | -        | Argentina      | 23-23     |
| 21.06.2012 | 18:00 | Argentina      | -        | Venezuela      | 47-15     |
| 21.06.2012 | 20:00 | Estados Unidos | -        | Groenlandia    | 27-36     |
| 22.06.2012 | 16:00 | Groenlandia    | -        | Venezuela      | 41-35     |
| 22.06.2012 | 18:00 | Estados Unidos | -        | Chile          | 19-35     |

### Grupo B
| Equipo   | PTS | J | G | E | P | GF  | GC | DG  |
| -------- | --- | - | - | - | - | --- | -- | --- |
| Brasil   | 6   | 3 | 3 | 0 | 0 | 118 | 39 | 79  |
| Uruguay  | 4   | 3 | 2 | 0 | 1 | 67  | 71 | -4  |
| Paraguay | 2   | 3 | 1 | 0 | 2 | 49  | 80 | -31 |
| México   | 0   | 3 | 0 | 0 | 3 | 41  | 85 | -44 |

#### Resultados
| Fecha      | Hora  | Partido¹ | Partido¹ | Partido¹ | Resultado |
| ---------- | ----- | -------- | -------- | -------- | --------- |
| 19.06.2012 | 14:00 | Brasil   | -        | Paraguay | 39-11     |
| 19.06.2012 | 16:00 | México   | -        | Uruguay  | 13-26     |
| 20.06.2012 | 15:00 | Paraguay | -        | Uruguay  | 16-25     |
| 20.06.2012 | 17:00 | Brasil   | -        | México   | 37-12     |
| 21.06.2012 | 14:00 | Paraguay | -        | México   | 22-16     |
| 21.06.2012 | 16:00 | Uruguay  | -        | Brasil   | 16-42     |

### Segunda fase
|  | Semifinales                  | Semifinales                  |    |                              | Final                        | Final |  |
|  |                              |                              |    |                              |                              |       |  |
|  |                              |                              |    |                              |                              |       |  |
|  | Almirante Brown, 23 de junio |                              |    |                              |                              |       |  |
|  | Argentina                    | 28                           |    |                              |                              |       |  |
|  | Uruguay                      | 13                           |    |                              |                              |       |  |
|  |                              |                              |    |                              |                              |       |  |
|  |                              |                              |    |                              | Almirante Brown, 24 de junio |       |  |
|  |                              |                              |    |                              | Argentina                    | 22    |  |
|  |                              | Brasil                       | 21 |                              |                              |       |  |
|  |                              |                              |    |                              |                              |       |  |
|  |                              |                              |    |                              |                              |       |  |
|  |                              |                              |    |                              | Tercer lugar                 |       |  |
|  | Almirante Brown, 23 de junio | Almirante Brown, 23 de junio |    | Almirante Brown, 24 de junio | Almirante Brown, 24 de junio |       |  |
|  | Brasil                       | 35                           |    | Chile                        | 35                           |       |  |
|  | Chile                        | 33                           |    |                              | Uruguay                      | 25    |  |

### Semifinales
| Fecha      | Hora² | Partido³  | Partido³ | Partido³ | Resultado |
| ---------- | ----- | --------- | -------- | -------- | --------- |
| 23.06.2012 | 11:00 | Argentina | -        | Uruguay  | 28-13     |
| 23.06.2012 | 13:00 | Brasil    | -        | Chile    | 35-33     |

### 5º/6º puesto
| Fecha      | Hora² | Partido¹    | Partido¹ | Partido¹ | Resultado |
| ---------- | ----- | ----------- | -------- | -------- | --------- |
| 23.06.2012 | 15:00 | Groenlandia | -        | Paraguay | 38-19     |

### 7º/9º puesto
| Fecha      | Hora² | Partido¹       | Partido¹ | Partido¹ | Resultado |
| ---------- | ----- | -------------- | -------- | -------- | --------- |
| 23.06.2012 | 17:00 | Venezuela      | -        | México   | 28-23     |
| 24.06.2012 | 9:00  | Estados Unidos | -        | México   | 33-17     |

### Tercer Puesto
| Fecha      | Hora² | Partido¹ | Partido¹ | Partido¹ | Resultado |
| ---------- | ----- | -------- | -------- | -------- | --------- |
| 24.06.2012 | 13:00 | Chile    | -        | Uruguay  | 35 - 25   |

### Final
| Fecha      | Hora² | Partido¹  | Partido¹ | Partido¹ | Resultado |
| ---------- | ----- | --------- | -------- | -------- | --------- |
| 24.06.2012 | 11:00 | Argentina | -        | Brasil   | 22-21     |

| Argentina           |
| Campeón             |
| Argentina 5° título |

### Clasificación general
| Argentina               |
| Brasil                  |
| Chile                   |
| 4. Uruguay              |
| 5. Groenlandia          |
| 6. Paraguay             |
| 7. Estados Unidos       |
| 8. Venezuela            |
| 9. México               |
| -. República Dominicana |

## Clasificados al Mundial 2013
| Bandera de Argentina | Bandera de Brasil | Bandera de Chile |
| Argentina            | Brasil            | Chile            |
| -------------------- | ----------------- | ---------------- |

## Cobertura mediática

### Sudamérica
- Latinoamérica: DirecTV Sports
- Argentina: TyC Sports
- Uruguay: Tenfield / VTV
- Paraguay: Tigo Sports
- Ecuador: Claro TV
- Brasil: SporTV